# 沈昙庆
沈曇慶（403年—459年），吳興武康人，南朝宋官員，員外散騎侍郎沈發之子，侍中沈懷文的從父兄。
沈曇慶擔任過郡主簿、州從事、西曹主簿、長沙王劉義欣後軍鎮軍主簿、鎮軍記室參軍、餘杭令、司徒主簿、江夏王劉義恭太尉錄事參軍、尚書右丞，領本邑中正、少府、揚州治中從事史、始興王劉濬衞軍長史。劉劭即位後，劉駿起兵討伐劉劭，劉劭派沈曇慶招募士兵，結果沈曇慶在永興縣被安東將軍隨王劉誕逮捕入獄，不過不久就被赦免出獄。
劉駿即位後，沈曇慶任東海王刘祎撫軍長史、尚書吏部郎、江夏王劉義恭大司馬長史、南東海太守、左衞將軍。大明元年（457年），擔任督徐兗二州及梁郡諸軍事、輔國將軍、徐州刺史。大明二年（458年），擔任左衞將軍，加給事中，領本州大中正。大明三年（459年），升為祠部尚書。同年去世，時年五十七歲。

## 延伸阅读
[在维基数据编辑]
 《宋書·卷54》，出自沈约《宋书》